# Kirchbach (Caríntia)
Kirchbach (Caríntia) é um município da Áustria localizado no distrito de Hermagor, no estado de Caríntia.